# Giải của Hiệp hội phê bình phim Los Angeles cho nam diễn viên chính xuất sắc nhất
Giải của Hiệp hội phê bình phim Los Angeles cho nam diễn viên chính xuất sắc nhất là một giải của Hiệp hội phê bình phim Los Angeles dành cho nam diễn viên đóng vai chính trong một phim, được bầu chọn là xuất sắc nhất trong năm.

## Các người đoạt giải

### Thập niên 1970
| Năm  | Người đoạt giải  | Phim              | Vai diễn        |
| ---- | ---------------- | ----------------- | --------------- |
| 1975 | Al Pacino        | Dog Day Afternoon | Sonny Wortzik   |
| 1976 | Robert De Niro   | Taxi Driver       | Travis Bickle   |
| 1977 | Richard Dreyfuss | The Goodbye Girl  | Elliot Garfield |
| 1978 | Jon Voight       | Coming Home       | Luke Martin     |
| 1979 | Dustin Hoffman   | Kramer vs. Kramer | Ted Kramer      |

### Thập niên 1980
| Năm  | Người đoạt giải   | Phim                                     | Vai diễn        |
| ---- | ----------------- | ---------------------------------------- | --------------- |
| 1980 | Robert De Niro    | Raging Bull                              | Jake LaMotta    |
| 1981 | Burt Lancaster    | Atlantic City                            | Lou Pascal      |
| 1981 | Ben Kingsley      | Gandhi                                   | Mahatma Gandhi  |
| 1983 | Robert Duvall     | Tender Mercies                           | Mac Sledge      |
| 1984 | F. Murray Abraham | Amadeus                                  | Antonio Salieri |
| 1984 | Albert Finney     | Under the Volcano                        | Geoffrey Firmin |
| 1985 | William Hurt      | Kiss of the Spider Woman                 | Luis Molina     |
| 1986 | Bob Hoskins       | Mona Lisa                                | George          |
| 1987 | Jack Nicholson    | Ironweed                                 | Francis Phelan  |
| 1987 | Jack Nicholson    | The Witches of Eastwick                  | Daryl Van Horne |
| 1987 | Steve Martin      | Roxanne                                  | C.D. Bales      |
| 1988 | Tom Hanks         | Big                                      | Josh Baskin     |
| 1988 | Tom Hanks         | Punchline                                | Steven Gold     |
| 1989 | Daniel Day-Lewis  | My Left Foot: The Story of Christy Brown | Christy Brown   |

### Thập niên 1990
| Năm  | Người đoạt giải | Phim                   | Vai diễn                |
| ---- | --------------- | ---------------------- | ----------------------- |
| 1990 | Jeremy Irons    | Reversal of Fortune    | Claus von Bülow         |
| 1991 | Nick Nolte      | The Prince of Tides    | Tom Wingo               |
| 1992 | Clint Eastwood  | Unforgiven             | William Munny           |
| 1993 | Anthony Hopkins | The Remains of the Day | James Stevens           |
| 1993 | Anthony Hopkins | Shadowlands            | Jack Lewis              |
| 1994 | John Travolta   | Pulp Fiction           | Vincent Vega            |
| 1995 | Nicolas Cage    | Leaving Las Vegas      | Ben Sanderson           |
| 1996 | Geoffrey Rush   | Shine                  | David Helfgott (adult)  |
| 1997 | Robert Duvall   | The Apostle            | Euliss Dewey/The Apostl |
| 1998 | Ian McKellen    | Gods and Monsters      | James Whale             |
| 1999 | Russell Crowe   | The Insider            | Jeffrey Wigand          |

### Thập niên 2000
| Năm  | Người đoạt giải        | Phim                                    | Vai diễn               |
| ---- | ---------------------- | --------------------------------------- | ---------------------- |
| 2000 | Michael Douglas        | Wonder Boys                             | Grady Tripp            |
| 2001 | Denzel Washington      | Training Day                            | Alonzo Harris          |
| 2002 | Daniel Day-Lewis       | Gangs of New York                       | William "Bill" Cutting |
| 2002 | Jack Nicholson         | About Schmidt                           | Warren Schmidt         |
| 2003 | Bill Murray            | Lost in Translation                     | Bob Harris             |
| 2004 | Liam Neeson            | Kinsey                                  | Alfred Kinsey          |
| 2005 | Philip Seymour Hoffman | Capote                                  | Truman Capote          |
| 2006 | Sacha Baron Cohen      | Borat: Cultural Learnings of America... | Borat Sagdiyev         |
| 2006 | Forest Whitaker        | The Last King of Scotland               | Idi Amin               |
| 2007 | Daniel Day-Lewis       | There Will Be Blood                     | Daniel Plainview       |
| 2008 | Sean Penn              | Milk                                    | Harvey Milk            |
| 2009 | Jeff Bridges           | Crazy Heart                             | Bad Blake              |

### Thập niên 2010
| Năm  | Người đoạt giải    | Phim               | Vai               |
| ---- | ------------------ | ------------------ | ----------------- |
| 2010 | Colin Firth        | The King's Speech  | George VI của Anh |
| 2011 | Michael Fassbender | A Dangerous Method | Carl Jung         |
| 2011 | Michael Fassbender | Jane Eyre          | Edward Rochester  |
| 2011 | Michael Fassbender | Shame              | Brandon Sullivan  |
| 2011 | Michael Fassbender | X-Men: First Class | Magneto           |
| 2012 | Joaquin Phoenix    | The Master         | Freddie Quell     |
| 2013 | Bruce Dern         | Nebraska           | Woody Grant       |
| 2014 | Tom Hardy          | Locke              | Ivan Locke        |
| 2015 | Michael Fassbender | Steve Jobs         | Steve Jobs        |